# ドクトロスカヤ・ソーセージ
ドクトロスカヤ・ソーセージ（ロシア語: Докторская колбаса）とはコルバサ(サラミ)の一種で、ロシアの国民食である。

## 歴史
1930年代、ソ連の食料工業省大臣アナスタス・ミコヤンがタンパク質豊富なソーセージの開発を命じた。できたソーセージは瞬く間に人気となり、また健康に良いことからドクトルスカヤ(医者)のソーセージと名付けられた。当初はレシピが厳格に規制されていたが、徐々に規制が緩み、結果的にロシアではロシア標準規格であるGOST規格に違反したソーセージが売られていた。